# Saintongeais (habitants)
Les Saintongeais sont les habitants de la Saintonge, une ancienne province de France disparue en 1790 qui continue d'exister après cette date en tant que région culturelle. La population saintongeaise représente une part du peuple français.

## Ethnonymie
L'ethnonyme Saintongeais est issu de Saintonge. Il est mentionné sous la forme Saintongeois en 1732 et signifie à cette époque « habitant ou originaire de Saintonge ». La forme Saintongeois continue d'être utilisée au cours du XIXe siècle.

## Anthropologie et ethnologie
Les Saintongeais ont pour ancêtres les Santons, un peuple d'Aquitaine. D'après Abel Hugo, les populations de la Saintonge sont des populations autochtones pures de tout mélange avec les conquérants (Wisigoths, Gascons, Sarrasins, etc.) qui se sont établis dans d'autres parties de la France. Seuls quelques Normands se sont fixés dans la région au milieu du IXe siècle. En 1869, Pierre Jônain indique que « le fond de la population est Celte, incontestablement ». D'après lui, l'invasion romaine a apporté peu d'éléments nouveaux dans l'essence de la « race santone », tout du moins si quelque chose reçut des hommes romains une forte empreinte, ce fut la langue : elle devint presque entièrement latine, triomphe de la persévérance romaine sur l'inertie et la routine saintongeaises. Avant les Romains, d'autres peuples avaient fait invasion en Saintonge, l'auteur dit cela en se basant sur la toponymie : du côté du sud, les Ibères aquitains et du côté du nord, les Gaulois Belges.
Quoi qu'il en soit, l'occupation romaine laissait difficilement place à d'autres, ce qui a été vu par la catastrophe des Helvètes sous Jules César. Mais finalement, les barbares l'emportèrent : leurs flots passèrent sur la Santonie et n'y laissèrent d'autres traces que le ravage et la dévastation. Telles furent les irruptions des Suèves, des Alains et des Vandales allant en Espagne ; des Francs saliens sous Clovis, accablant les Wisigoths trahis par leurs évêques ; des Francs austrasiens sous Charles Martel et Pépin, repoussant les Sarrasins et écrasant les Aquitains. Par la mer, les Normands apportèrent aussi pillage, incendie et exactions ; quant aux Anglais, ils ne furent qu'une autre « espèce de Normands », mais douée de la volonté et du talent d'organiser. À travers ces vicissitudes, ces mélanges tumultueux de peuples et ces misères locales, les Celto-romains de la Saintonge sont peu à peu devenus français, français de cœur comme de langage, en gardant des luttes politiques et sociales, auxquelles ils ont pris une part, un vif sentiment d'honneur national, d'indépendance au dehors, de liberté au dedans, de bon ordre administratif et d'économie.
En 1835, selon Abel Hugo, la masse de population en Saintonge a peut-être la taille plus élevée et le teint plus blanc que celle du Bordelais, mais les hommes y sont moins bien faits et moins exempts de défauts physiques que leurs voisins. Le Saintongeais a les épaules larges et hautes (souvent trop), il a les bras forts et nerveux, mais  ses jambes sont fréquemment trop grêles pour le corps. L'avantage de la taille n'appartient pas d'ailleurs dans les deux pays aux mêmes classes de la société : dans le Bordelais, les hommes les plus grands et les mieux faits se trouvent parmi les riches propriétaires des campagnes et les bourgeois aisés habitant les villes. En Saintonge, ces deux classes ne sont généralement pas composées d'hommes grands. À cette époque, les femmes saintongeaises sont loin d'avoir la tournure leste et vive des Bordelaises, elles leur cèdent aussi sous le rapport de la taille, mais elles rachètent ce désavantage par la délicatesse des traits et l'éclat du teint.
Pour Pierre Jônain, en 1869, les Saintongeais sont de ces Gaulois du centre, dont le type, intermédiaire entre celui des Aquitains et celui des Belges, s'est conservé plus pur dans les montagnes d'Auvergne, mais se reconnaît encore très bien en Saintonge à ses traits physiques et moraux les plus essentiels. Ils ont une taille ordinaire et bien prise, un profil plus grec que romain, des yeux noirs ou roux, rarement bleus, une constitution brune et solide, un torse robuste sans être trop charnu, ainsi que l'aptitude à supporter tous les climats et toutes les fatigues, sur terre et sur mer, dans les montagnes et dans les marais. Ce sont d'excellents laboureurs, de bons soldats et de parfaits marins. La partie inférieure du corps seule ne répond pas au développement du buste, cependant ce contraste frappe jusque chez les femmes, comparées à celles du midi qui, d'autre part, regrettent des avantages opposés, dont les Saintongeaises sont mieux douées. Celles-ci se feraient donc volontiers peindre assises, sous leur ample coiffe de dentelles et leur « juste » coquet et pincé.
Les qualités moitié physiques moitié morales qui distinguent les Saintongeais sont la propreté et la sobriété. Ils ont, au moral pur, la probité, si bien reconnue aux Celtes d'Auvergne. Néanmoins il faut dire qu'ils ont été tellement exploités sous ce rapport, tellement « déleurrés » ou « délurés » comme ils disent, tellement traités en Jacques Bonhomme, qu'ils tempèrent en 1869 leur naïve droiture par une forte dose de méfiance. Il leur est si facile de dissimuler, grâce à leur ténacité un peu sournoise, grâce à leur calme silencieux, à leur lenteur apathique en apparence, mais qu'étonnerait à peine la chute du ciel, comme s'en vantaient les Gaulois. Telle est la physionomie de la Saintonge pour M. Jônain.

## Folklore et croyances
Au XIXe siècle, les paysans saintongeais croient encore fermement a l'existence des fées, qu'ils nomment « fades », « bonnes », ou encore « filandières », parce qu'ils supposent qu'elles portent toujours un fuseau et une quenouille. Ils prétendent qu'on les voit errer la nuit dans les campagnes, au clair de lune, sous la forme de vieilles femmes et ordinairement au nombre de trois. Ils leur attribuent la faculté de prédire l'avenir et le pouvoir de jeter des sorts. Leurs apparitions ont lieu particulièrement sur les bords de la Charente, près des grottes de la Roche-Courbon, de Saint-Savinien, des Arciveaux, etc. Les paysans croient aussi aux loups-garous, aux sorciers et aux sorcières qu'ils nomment « ganipotes » et « genopes », auxquels ils attribuent le pouvoir de se métamorphoser à volonté en toute espèce d'animaux.
À cette époque, ils croient aussi que les esprits de ceux qui sont morts errent autour de leurs tombeaux et les cris du hibou sont pour eux un funeste présage. Ils ont des jours « fastes » et « néfastes », pendant ces derniers, ils s'abstiennent de voyager, de semer, etc. Ils ont conservé des traces précieuses des idées des anciens sur l'inviolabilité des hôtes et sur les lois de l'hospitalité. Le grillon qui habite leur foyer, l'hirondelle voyageuse qui attache son nid à leur toit, sont presque considérés comme des membres de la famille, on apprend aux enfants à les respecter.

## Costumes

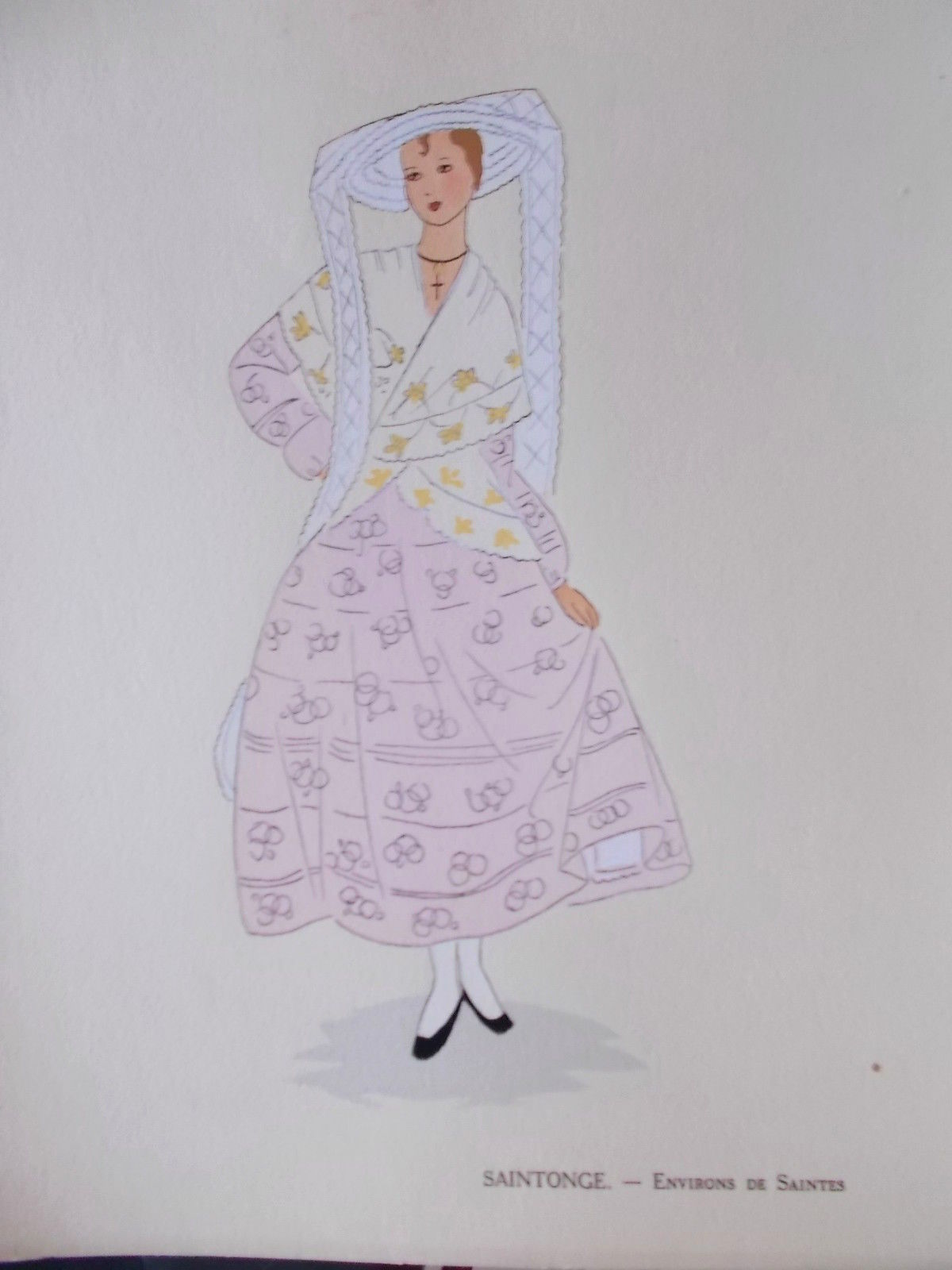
Costume de Saintonge des environs de Saintes.

En 1835, hommes et femmes portent encore la « cape », espèce de petit manteau à capuchon si célèbre chez les Romains sous le nom de bardo-cucullus ou cucullus santonicus. Ce vêtement commode, qui avait été adopté par plusieurs autres peuples de la Gaule, se retrouve encore chez les habitants des Landes à l'époque. À la fin des années 1860, les hommes saintongeais empruntent souvent à leurs femmes la « cape » ou « cucule » qui est saintongeaise de toute antiquité. Ils portent aussi la chaussure en bois de leurs ancêtres, la « galoche » (gallica) et encore quelque peu le grand chapeau analogue au sombrero des Espagnols. Pour ce qui est de la ganse en chenille multicolore, du vieil habit à la Henri IV, du hauts-de-chausses à jarretières rouges et à gabillots au lieu de boutons, ils ont totalement disparu en 1869.

## Migrations
Au XVIIe et XVIIIe siècles, les Saintongeais ont migré au Canada. L'un des plus célèbres d'entre eux est Samuel de Champlain, surnommé « Père du Canada » par M. Deschamps.